# Урцаландж
Урцаландж (арм. Ուրցալանջ) — село в Араратской области Армении. Основано в 1831 году.

## География
Село расположено в юго-восточной части марза, в верховьях реки Арацогет, при автодороге , на расстоянии 53 километров к юго-востоку от города Арташат, административного центра области. Абсолютная высота — 1850 метров над уровнем моря.
Климат
Климат характеризуется как умеренно холодный, влажный (Dfb в классификации климатов Кёппена). Среднегодовая температура воздуха составляет 7,2 °C. Средняя температура самого холодного месяца (января) составляет −5,2 °С, самого жаркого месяца (июля) — 18,9 °С. Расчётная многолетняя норма атмосферных осадков — 394 мм. Наибольшее количество осадков выпадает в мае (69 мм).

## Население
| Год переписи | Население          | Население          | Население          | Население            | Население            | Население            |
| Год переписи | Наличное население | Наличное население | Наличное население | Постоянное население | Постоянное население | Постоянное население |
| Год переписи | Всего              | Мужчины            | Женщины            | Всего                | Мужчины              | Женщины              |
| ------------ | ------------------ | ------------------ | ------------------ | -------------------- | -------------------- | -------------------- |
| 2001         | 184                | 83                 | 101                | 182                  | 81                   | 101                  |
| 2011         | 157                | 82                 | 75                 | 157                  | 82                   | 75                   |